# Bleikjena
Bleikjena est une île norvégienne du comté de Hordaland appartenant administrativement à Øygarden.

## Description
Rocheuse et couverte d'une légère végétation, à fleur d'eau, elle s'étend sur environ 55 m de longueur pour une largeur approximative de 36 m. Elle compte un ponton d'amarrage et 4 bâtiments.  